# H.235
H.235 ist eine ITU-T-Empfehlung der Internationalen Fernmeldeunion (ITU) über Sicherheit und Verschlüsselung (Elektronik/Telekommunikation/Multimedia). Sie deckt H.323- und H.245-basierende Terminals ab.
Der Standard umfasst Authentifizierung mittels verschiedener Algorithmen, einschließlich Diffie-Hellman-Schlüsselaustausch, sowie Datenschutz, welcher durch Verschlüsselung, auch für die Medienkanäle, erreicht wird.
Das Standardisierungsgremium einigte sich auf H.235 Anhang D als die Mindestanforderung für eine H.235-konforme Implementation.
Dieser Anhang D, auch bekannt als Baseline Security Profile, definiert Authentifizierung und Integrität.
Ein Anhang D-fähiger Gatekeeper kann dadurch sicherstellen, dass nur vertrauenswürdige Endpunkte Zugang zu den Diensten des Gatekeepers gewährt bekommen.